# Return to Monkey Island
Return to Monkey Island ist ein Computerspiel des US-amerikanischen Studios Terrible Toybox. Das Point-and-Click-Adventure wurde im September 2022 durch Publisher Devolver Digital und Lizenzgeber Lucasfilm Games veröffentlicht. Es ist der sechste Teil der Monkey-Island-Spielereihe und spielt inhaltlich nach dem zweiten Teil LeChuck’s Revenge aus dem Jahr 1991. Return to Monkey Island ist die erste Fortsetzung der Reihe seit 2009.

## Handlung
Return to Monkey Island knüpft inhaltlich an The Secret of Monkey Island und Monkey Island 2: LeChuck’s Revenge an.

## Spielprinzip und Technik
Bei Return to Monkey Island handelt es sich um ein 2D-Adventure. Aus handgezeichneten Sprites zusammengesetzte Figuren agieren vor ebenfalls handgezeichneten Kulissen, die aus mehreren übereinandergelegten Ebenen bestehen, so dass ein Eindruck von Raumtiefe entsteht. Es handelt sich um ein Point-and-Click-Adventure: Mit der Maus kann der Spieler den Spielcharakter Guybrush durch das Anklicken von Ausgängen durch die Örtlichkeiten bewegen und darüber hinaus mit den Maustasten Aktionen einleiten, die den Spielcharakter mit seiner Umwelt interagieren lassen. Guybrush kann so Gegenstände finden, sie auf die Umgebung oder andere Gegenstände anwenden und mittels Single-Choice-Dialogen mit NPCs kommunizieren. Mit fortschreitendem Handlungsverlauf werden weitere Orte freigeschaltet.
Als Spiel-Engine wurde eine verbesserte Version der Engine genutzt, die Gilbert für sein letztes Spiel Thimbleweed Park entwickelt hatte. Das Spiel steht in englischer Sprache mit Untertiteln in neun weiteren Sprachen zur Verfügung. Für die deutsche Übersetzung der Untertitel zeichnet Marcel Weyers verantwortlich. Das Spiel verfügt über zwei Schwierigkeitsgrade, eine Anzeigemöglichkeit für Interaktionspunkte („Hotspot-Anzeige“) sowie eine eingebaute Hilfefunktion, die situationsabhängig nach und nach immer expliziter werdende Tipps vermittelt. Eine Aufgabenliste fasst den aktuellen Stand des Spiels zusammen, um Spielern den Wiedereinstieg in das Spiel und die Handlung zu ermöglichen, die das Spiel über längere Zeit unterbrochen haben. Die Spielzeit beträgt sieben bis elf Stunden.

## Entwicklungs- und Veröffentlichungsgeschichte
Ron Gilbert hatte für Lucasfilm Games unter anderem 1987 Maniac Mansion und 1990 The Secret of Monkey Island geschrieben. 2012 bekundete er anlässlich der Übernahme der Lucasfilm-Games-Mutterfirma LucasFilm durch Disney öffentlich Interesse an der Monkey-Island-Lizenz, um ein neues Spiel produzieren zu können. Er fragte diesbezüglich auch direkt bei Disney nach, wurde aber abschlägig beschieden. 2016 kündigte Disney an, zukünftig keine Spiele mehr selbst produzieren zu wollen, sondern die hauseigenen Marken an externe Nutzer zu lizenzieren. Gilbert rief Disney daraufhin via Twitter dazu auf, ihm die Lizenzen für Monkey Island und Maniac Mansion zu verkaufen. 2017 startete ein Fan eine Online-Petition, um Disney zu eben diesem Lizenzverkauf zu bewegen; 2018 hatte die Petition 10.000 Unterschriften erreicht, 2020 dann 25.000.
2019 traf Gilbert auf der Computerspielemesse PAX auf Nigel Lowrie, einen der Gründer des Publishers Devolver Digital. Dieser fragte Gilbert, ob er Interesse an der Produktion eines neuen Monkey-Island-Spiels habe, und berichtete, dass er einen guten Draht zu John Drake habe, der bei Disney für Lizenzen zuständig sei. Gilbert arbeitete zu diesem Zeitpunkt wenig erfolgreich an einem eigenen Rollenspiel und hatte keine vertraglichen Verpflichtungen. Er bat sich Bedenkzeit aus und kontaktierte Dave Grossman, um sich mit ihm zu beraten. Grossman war zu diesem Zeitpunkt als CCO für den Softwareentwickler EarPlay tätig, fühlte sich aber unterfordert. Nach einigen Überlegungen sagten beide Lowrie zu und begannen, am Skript für das Spiel zu arbeiten. Im Januar 2020 begannen Verhandlungen zwischen Gilbert, Devolver und Disney. Der Vertrag mit Disney kam knapp neun Monate später zustande; Gilberts Studio Terrible Toybox fungierte als Entwickler, Devolver als Publisher und Disney trat lediglich als Eigentümer der Lizenz in Erscheinung. Im Rahmen des von ihm vorgelegten Konzepts wurde Gilbert wie von ihm gefordert „volle künstlerische Freiheit“ zugesichert.
Gilbert kündigte am 1. April 2022 auf seinem privaten Blog an, dass er an einem neuen Monkey-Island-Spiel arbeite. Am 4. April veröffentlichte Devolver Digital einen Video-Teaser zum Spiel und bestätigte damit, dass es sich in Produktion befand. Das Veröffentlichungsdatum wurde im Rahmen der Eröffnungsveranstaltung der Computerspielemesse Gamescom bekanntgegeben und für den 19. September 2022 angesetzt, den International Talk Like a Pirate Day. Auf der Website des Spiels wurde es als Abschluss der Monkey-Island-Serie angekündigt, Gilbert selbst äußerte sich bezüglich möglicher weiterer Fortsetzungen aber ambivalent. Im Rahmen der Gamescom wurde auch die Mitwirkung von Dave Grossman als Co-Autor sowie von Michael Land, Michael McConnell und Clint Bajakian als Komponisten angekündigt – alle vier hatten bereits an den ursprünglichen Monkey-Island-Titeln mitgearbeitet. Insgesamt bestand das Team, das an Return to Monkey Island arbeitete, je nach Entwicklungsstadium aus bis zu 25 Personen.
Mit Hinblick auf das Game-Design äußerte Gilbert im April 2022, dass Grossman und er versuchten, ein Spiel zu gestalten, das zwei unterschiedlichen Zielgruppen gefalle: Einerseits den Fans der alten Monkey-Island-Spiele, die eine technisch konservative Herangehensweise und ein Aufbauen auf der alten Spielwelt erwarteten, andererseits aber auch Spielern ohne diese Vorkenntnisse, die man nicht erreichen würde, wenn das Spiel die Beschäftigung mit den Vorgängerspielen und dem LucasArts-Universum voraussetze. Gilbert habe zu Thimbleweed Park negatives Feedback von Spielern erhalten, die die Insiderwitze und Anspielungen auf das LucasArts-Universum nicht verstanden hätten.
Im Vorfeld gaben Gilbert und Co-Autor Grossman zunächst lediglich an, dass es sich bei Return to Monkey Island trotz diverser Neuerungen beim Gameplay wieder um ein Point-and-Click-Adventure handeln würde. Bei der Gestaltung des Interface seien explizit die Bedürfnisse von Konsolenspielern berücksichtigt worden, die über keine Maus zur Spielsteuerung verfügen. Als Programmierer des Spiels wurde unter anderem David Fox gewonnen. Artdirector ist Rex Crowle vom britischen Studio Foam Sword, der zuvor als Creative Director Knights and Bikes und zuvor als Artdirector LittleBigPlanet und Tearaway verantwortete. Der Grafikstil des Spiels sorgte im Vorfeld für Wirbel, da sich ein Teil der Monkey-Island-Fans vom aus Screenshots und Trailervideos bekannten Grafikstil des Spiels abgestoßen fühlten und dies in sozialen Medien lautstark äußerte. Gilbert mied ob der beleidigenden Kommentare zeitweise die sozialen Medien und schloss temporär sein Blog; Crowle fühlte sich „eingeschüchtert“. Gilbert erläuterte bezüglich der Kontroverse, dass die beiden ersten Monkey-Island-Teile zum Zeitpunkt ihres Erscheinen über sehr moderne Grafik verfügt hätten und dass Return to Monkey Island auch deswegen kein Retrospiel sein, sondern über eine zeitgemäße Grafik verfügen solle. Gilbert, Grossman und Crowle kommunizierten während der Produktionsphase des Spiels den Entwicklungsstand über soziale Medien und äußerten sich anschließend ambivalent über diese für sie teils neue Erfahrung – die Vielfalt und zeitliche Nähe direkten Feedbacks sei gleichzeitig interessant und aufregend, aber wegen des Pluralismus der Meinungen auch bedrohlich.
Im Juli 2023 wurden Portierungen des Spiels für mobile Endgeräte mit den Betriebssystemen Android und iOS veröffentlicht.

### Synchronisation
Bei der englischen Sprachfassung kamen viele Synchronsprecher aus den vorherigen Teilen sowie aus den Special Editions zum Einsatz. Die Hauptrolle des Guybrush Threepwood wurde von Dominic Armato eingesprochen, der diesen Charakter bereits in den Monkey-Island-Teilen 3 (The Curse of Monkey Island), 4 (Flucht von Monkey Island) und 5 (Tales of Monkey Island) sowie in den Special Editions zu 1 (The Secret of Monkey Island) und 2 (Monkey Island 2: LeChuck’s Revenge) verkörperte. Die Rolle des sprechenden Totenkopfes Murray wurde erneut von Denny Delk gesprochen. Earl Boen, der in den Vorgängerspielen den Antagonisten LeChuck gesprochen hatte, lehnte eine Anfrage bezüglich Return to Monkey Island aus Altersgründen ab.
Eine deutsche Synchronisation gab es anfangs noch nicht. Am 8. November 2022 wurde diese jedoch, anlässlich des NextGen Releases der Konsolen Playstation 5 und Xbox Series X/S, nachgeliefert. Norman Matt synchronisierte nach 13 Jahren abermals die Hauptrolle des Guybrush Threepwood. Er synchronisierte diesen Charakter bereits in den Teilen 3 bis 5. Frauke Poolman übernahm abermals die Rolle der Elaine, die sie bereits in den Teilen 3 und 4 innehatte. Erik Schäffler übernahm die Rolle des Antagonisten LeChuck. Er wirkte bereits beim 4. Teil mit. Stephan Schleberger übernahm abermals die Rolle des Wally, den er bereits im 3. Teil synchronisierte.
Die deutsche Synchronfassung wurde von Keywords Studios produziert. Lokalisierungsdirektor war Khris Brown mit zusätzlicher Unterstützung von Marcel Weyers und Marius Winter.
| Rolle                            | Englischer Sprecher    | Deutscher Sprecher           |
| -------------------------------- | ---------------------- | ---------------------------- |
| Guybrush Threepwood              | Dominic Armato         | Norman Matt                  |
| Elaine Marley-Threepwood         | Alexandra Boyd         | Frauke Poolman               |
| LeChuck                          | Jess Harnell           | Erik Schäffler               |
| Murray                           | Denny Delk             | Dieter Memel                 |
| Käpt’n Madison                   | Alix Wilton            | Cornelia Dörr                |
| Käpt’n Lila                      | Annie Q                | Kotti Yun                    |
| Dee                              | Courtney Lin           | Kotti Yun                    |
| Käpt’n Trent                     | LeQuan Bennett         | Samuel Zekarias              |
| Apple Bob                        | Rob Paulsen            | Jens Wesemann                |
| Der Späher                       | Rob Paulsen            | Janis Zaurins                |
| Iron Rose, die Quartiermeisterin | Courtenay Taylor       | Linda Fischer                |
| Chuckie                          | Courtenay Taylor       | Flemming Stein               |
| Flambe, der Ausguck              | Jim Pirri              | Guido Zimmermann             |
| Putra, die Chefköchin            | Melissa Medina         | Jennifer Böttcher            |
| Flair Gorey                      | Sumalee Montano        | Vanida Karun                 |
| Gullet, der erste Schrubber      | JB Blanc               | Tetje Mierendorf             |
| Corina, die Voodoo-Lady          | Leilani Jones          | Catherine Chikosi            |
| Carla, die Schwertmeisterin      | Leilani Jones          | Catherine Chikosi            |
| Stan S. Stanman                  | Gavin Hammon           | Michael Pan                  |
| Wally                            | Neil Ross              | Stephan Schleberger          |
| Widey Bones                      | Cherise Boothe         | Denise M’Baye                |
| Locke Smith                      | Sarah Hollis           | Daniela Grubert              |
| Richter Planke                   | Rogelio Ramos          | Manuel Elsherif              |
| Wachmann im Eissteinbruch        | Shaun Conde            | Manuel Elsherif              |
| Otis                             | Sean Kenin Elias Reyes | Manuel Elsherif              |
| Cobb                             | Matt Mercer            | Kai-Henrik Möller            |
| Fischhändler                     | Adam Grimes            | Nicolas König                |
| Fischhändler                     | Erik Braa              | Markus Hanse                 |
| Conrad Lee                       | Kenny Yates            | Ken Duong                    |
| Yasmine Tazi                     | Sara Amini             | Eleni Möller-Architektonidou |
| Herman Toothrot                  | Wally Wingert          | Gunnar Bergmann              |
| Koch in der SCUMM-Bar            | Yuri Lowenthal         | Christian Rudolf             |
| Scurvydog Verkäufer              | Yuri Lowenthal         | Monty Arnold                 |
| Königin Odina                    | Jennifer Hale          | Celina Bostic                |
| Ned                              | Brandon Mclnnis        | Christian Senger             |
| Boybrush                         | Ava Hauser             | Julia Fölster                |

## Rezeption
Return to Monkey Island erhielt zum allergrößten Teil positive Bewertungen. Die Rezensionsdatenbank Metacritic aggregiert 52 Rezensionen der Windows-Version zu einem Mittelwert von 86 und 27 Rezensionen der Switch-Version zu einem Mittelwert von 85.
Das deutsche Printmagazin PC Games lobte die Rätsel des Spiels, die sich gut in die Handlung einfügten und nie zu schwierig gestaltet seien. Redakteur Felix Schütz hob außerdem den Charme des Spiels sowie die Arbeit der Sprecher positiv hervor. Die Steuerung sei gegenüber den Vorgängern deutlich gestrafft, was unnötige Klicks und Herumprobieren erspare, aber auch etwas vom Spielspaß der alten Spiele verloren gehen lasse. Schütz kritisierte, dass die Teile der Spielwelt, die bereits aus den Vorgängerspielen bekannt waren, keine neuen Bereiche enthielten, sondern im Wesentlichen „die gleichen Schauplätze wie vor 32 Jahren“ böten. In punkto Humor gäbe es „massenhaft Zoten und Anspielungen“, jedoch sei der Humor der ersten Teile der Spieleserie scharfzüngiger, schlagfertiger und witziger gewesen. GamePro kritisierte das Fehlen einer deutschsprachigen Synchronisation. Die Optik sei ungewohnt.
ProSieben Games vergab eine Wertung von vier von fünf Sternen und lobte die humorvollen Dialoge und die deutsche Übersetzung der Texte, die „extrem gelungen“ sei. Zudem wurden der Soundtrack, die Komfortfunktionen und die englische Sprachausgabe hervorgehoben. Bemängelt wurde das Fehlen einer deutschen Sprachausgabe und dass das Spiel viel Vorwissen voraussetze. GameStar bewertete das Spiel mit 84 von 100 möglichen Punkten und schrieb: „Charmante, witzige Zeitreise mit vielen bekannten Schauplätzen und Figuren. Faire Rätsel, für Profis zu leicht.“
IGN-Redakteur Ryan McCaffrey stellte heraus, dass ihn der visuelle Stil des Spiels zu Beginn nicht angesprochen hätte, dass er sich aber im Laufe des Spiels daran gewöhnt habe und dass die Farbvielfalt und die überdrehten Charaktermodelle gut zum Humor der Serie passten. In Bezug auf den Anspruch, sowohl Fans der Spieleserie als auch neue Spieler anzusprechen, zog er Vergleiche zum 2021 erschienenen Marvel-Film Spider-Man: No Way Home, der für Neulinge des Spiderman-Universums ein großartiger, amüsanter Film gewesen sei, bei Kennern der Vorgänger aber zusätzlich Nostalgie und echte Emotionen hervorrufe. Er lobte die Story des Spiels als „lustig, schön, geschliffen und dynamisch (sowie) voller urkomischer und herausfordernder Rätsel“; letztere vermieden die Logikmängel, die Adventures der 1990er-Jahre noch eigen gewesen seien. Der Score des Spiels knüpfe ebenso nahtlos an das Karibik-Feeling der Serie an wie die Performance von Dominic Armato, der seinen Charakter mit Ernsthaftigkeit und Unschuld, aber auch einer Spur von Sarkasmus darstelle. Das Online-Fachmagazin Comic Book Resources bezeichnete anhand von Vorab-Screenshots und -Videos den Grafikstil des Spiels als „abstrakt, fast schon kubistisch“ und zog Vergleiche zum visuellen Stil des 2013 erschienen Metroidvania-Spiels Guacamelee!.
Einen Monat nach Veröffentlichung gab Devolver Digital bekannt, dass es das sich am schnellsten verkaufte Spiel der Serie sei.

### Auszeichnungen
Bei den Golden Joystick Awards 2022 wurde Return to Monkey Island als „PC-Spiel des Jahres“ ausgezeichnet.